# 必殺女拳士
『必殺女拳士』（ひっさつおんなけんし）は、1976年の日本映画。主演：志穂美悦子、監督：小平裕、製作：東映。

## 概要
本作は女必殺拳シリーズとは別の作品である。犯罪が増加するニューヨークで市警の護身術として空手を採用するために桧垣一真が推薦されたが、同じ候補の二階堂宣弘の陰謀により片目を失ってしまった。一真の娘・由美が復讐のために二階堂に立ち向かう。

## キャスト
- 桧垣由美：志穂美悦子
- 沖山政彦：倉田保昭
- 知念次郎：千葉治郎
- 李鉄根：大塚剛
- 覚禅：加藤嘉
- お篠：武智豊子
- 孝太郎：佐藤蛾次郎
- 犬飼：佐藤京一
- 大場栄策：小松方正
- 源助：大泉滉
- ：日尾孝司
- ロバート沖崎：河合絃司
- 弟子：龍拳児
- 横井：苅谷俊介
- 黒江：高月忠
- 増子：南雲佑介
- 安田：大前田武
- 田淵：斉藤一之
- 中島：西本良治郎
- 大石（医者）：相馬剛三
- 少女時代の由美：吉江優子
- 地回り：姿鐡太郎
- ：山田光一
- ホステス：尾崎マスミ
- 市警本部長：ブライアン・ベッチャー
- ゴンザレス：バート・ヨハンソン
- サッシン：ライナー・ゲッシュマン
- 馬場：亀山達也
- 三好：沢田浩二
- ：山岡淳二
- 地回りの子分：高橋健二
- ：春田三三夫
- ：打越正八
- 長屋の女将：山本緑
- 〃：小甲登枝恵
- ：酒井努
- ：ジャパン・アクション・クラブ
- 二階堂弘宣：天津敏
- 白毛鬼：石橋雅史
- 桧垣一真：千葉真一

## スタッフ
- 監督：小平裕
- 脚本：松田寛夫
- 企画：吉峰甲子夫

## 興行
- 日本では『実録外伝 大阪電撃作戦』と同時上映された。